# Papurana kreffti
Papurana kreffti es una especie de anfibio anuro de la familia Ranidae.

## Distribución geográfica
Esta especie se encuentra:
- en Islas Salomón.
- en Papua Nueva Guinea en Nueva Irlanda.[5]

## Etimología
Esta especie lleva el nombre en honor a Gerard Krefft.

## Publicación original
- Boulenger, 1882 : Catalogue of the Batrachia Salientia s. Ecaudata in the collection of the British Museum, ed. 2, p. 1-503[6]